# Języki szambala
Języki szambala – języki bantu z grupy G, oznaczane również symbolem G.20, którymi posługują się plemiona w Tanzanii i Kenii.

## Klasyfikacja
- język asu
- język bondei
- język szambala
- język taveta